# ラガディ・アン&アンディ

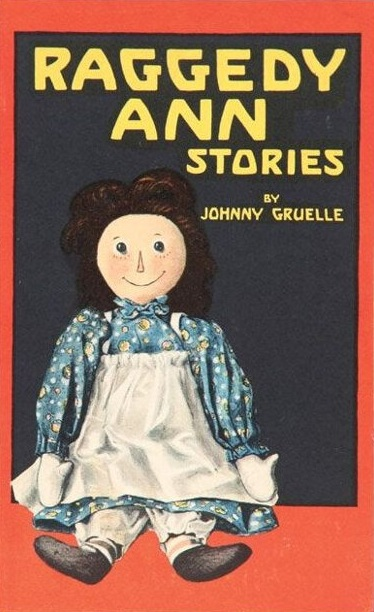
ジョニー・グルエル原作『ラガディ・アン・ストーリーズ（Raggedy Ann Stories）』

ラガディ・アン&アンディ (Raggedy Ann & Andy)は、作家・イラストレーターのジョニー・グルエル（1880-1938）原作絵本のシリーズに登場するキャラクターで、毛糸の髪の毛に赤い三角の鼻が特徴の布製の抱き人形。

## キャラクターの歴史
ラガディ・アンは、1915年に商標登録され、1918年に絵本『ラガディ・アン・ストーリーズ(Raggedy Ann Stories)』として発表され、同時に手作りの抱き人形も発売されると大人気となった。シリーズ2作目の『ラガディ・アンディ・ストーリーズ(Raggedy Andy Stories)』(1920)でセーラー服と帽子姿の弟ラガディ・アンディが登場する。
ラガディ・アン&アンディはアメリカの国民的キャラクターで、日本でも多くの根強いファンを持つ。1915年の誕生以来、ラガディ・アン&アンディのライセンスを取得して販売された書籍と商品は5000万アイテムを越えると版権管理元が発表している。

## 誕生のエピソード

### ラガディ・アン
原作者のグルエルは、実家の屋根裏で母親がかつて遊んでいた古い布の抱き人形(ぬいぐるみ人形)を見つける。消えかけていた顔にペイントを施し、ハート型のキャンディーを胸に縫い付けプレゼントしたところ、幼い娘のマルセラは気に入りいつも遊ぶようになる。グルエルの恩師であった詩人のジェームス・ウィットコム・ライリーの2つの詩 "The Raggedy Man”と"Little Orphant Annie" にある名前を合わせ"Raggedy Ann"「ラガディ（ぼろぼろの）アン」と名付けられた。
病弱だったマルセラにグルエルは、毎夜娘のお気に入りのラガディ・アンが登場するお話を聞かせてやるようになる。
ラガディ・アンと遊び共に成長して行くマルセラの姿を見ていたグルエルは、他の子供達にもこんな抱き人形の友達がいたらどんなに素晴らしいだろうと考えるようになり、デザイン画を描き1915年9月7日、『ラガディ・アン（Raggedy Ann）』を商標登録。そして、娘に語り聞かせたラガディ・アンの話を本にしてお人形と一緒に生産、販売するアイディアをシカゴにあるP.F.ボーランド社に持ち込んだ。
しかしこの頃、もともと心臓弁膜症を患っていたマルセラは天然痘の予防接種から感染症を引き起こし、同年の11月8日に13歳で死去。
マルセラの遊んでいたラガディ・アンの抱き人形は、父グルエルの手元に残った。
ジョニーはマルセラの死後、話をまとめ、挿絵を描き、絵本『ラガディ・アン・ストーリーズ』が世に出たのは3年後の1918年のことである。この絵本には愛娘マルセラも登場。実際には茶色の髪の毛のマルセラは、絵本の中では金髪の女の子で描かれている。
ラガディ・アンのお人形と絵本は、たちまち大センセーションとなった。

### ラガディ・アンディ

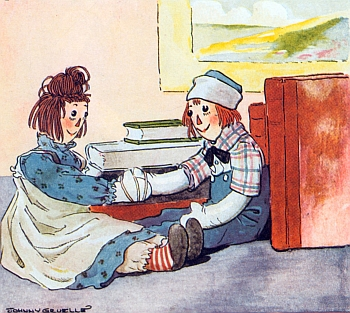
ラガディ・アンとラガディ・アンディがはじめて出会う場面。ジョニー・グルエル原作『ラガディ・アンディ・ストーリーズ（Raggedy Andy Stories）』より

ラガディ・アンのヒットで、ある女性からジョニーのもとへ１通の手紙が届いた。その女性もやはりおばあさんから受け継いだお人形があり、このアンとそっくり。名前はアンディ。実は、このおばあさんとマルセラのおばあさんは小さい頃隣同士で、同じ頃にそれぞれのお母さんにそっくりの人形を作ってもらい、それぞれ「アン」「アンディ」と名付けて遊んでいた。こうして「アン」と「アンディ」は、何十年もの月日を越えて再会する。
『ラガディ・アン・ストーリーズ』発売の2年後の1920年、こんな書き出してアンの弟の「アンディ」が登場する『ラガディ・アンディ・ストーリーズ』が出版される。その後「アンとアンディ」は何十冊にも渡る絵本のシリーズとなる。

## 歴代のドール（人形）メーカー
当初、ラガディ・アンとアンディのドール（人形）はグルエルの家族の手で作られた。その初代ラガディ・アンの胸にはハートの形をしたキャンディーが埋め込まれでいたようだ。ジョニー・グルエルの息子ワース・グルエルが幼い頃、キャンディを買いにお遣いに出されたことを回想している。
その後は以下のドールメーカーがアンとアンディのドールを歴代作って来た。
1. ボーランド社（1918～1934）
2. エクスポジション社（1935～1936）
3. モーリー社（1935～1938）
4. ジョジーン社（1939～1962）
5. ニッカーボッカー社（1962～1983）
6. ハズブロ社　アプローズ社（1983～ 現在）